# Corticarina orientalis
Corticarina orientalis es una especie de coleóptero de la familia Latridiidae.

## Distribución geográfica
Habita en Tanzania.